# 陳綰
陳綰（？—？），字用章，號蒲洲，浙江紹興府上虞縣人，民籍，明朝政治人物。

## 生平
嘉靖二十八年（1549年）己酉科浙江鄉試第三十九名舉人，三十二年（1553年）癸丑科二甲第三名進士。吏部觀政，授兵部主事，巡視山海關，升兵部員外郎，官至刑部郎中，以病乞歸，卒於途中。著有《蒲洲集》。

## 家族
曾祖陳滂；祖父陳頊；父陳逑，封監察御史。母俞氏（封孺人）。兄陳繪、陳緒、陳紹、陳級、陳緩、陳絳。